# Paukkaungia
Paukkaungia — рід адапіформних приматів, що жили в Азії в еоцені.